# Габель Модест-Станіслав Мартинович
Модест-Станіслав Мартинович Габель (1852, м-ко Волочиськ, Волинська губернія – після 1888, місце смерті невідоме) — український громадський діяч польського походження, фундатор Харківського товариства велосипедистів-любителів, почесний громадянин Харкова.
Модест-Станіслав Габель народився 1852 року в містечку Волочиськ, що тоді входило до Волинської губернії, у родині аптекаря Мартина Габеля (нар. 1816) та його дружини Бальбіни (нар. 1826). Його батьки, поляки за походженням, були родом із галицького містечка Бережани та мали австрійське підданство. У родині, крім Модеста-Станіслава, було щонайменше шестеро дітей — серед них старший брат Орест-Октавіан Габель (1849–1915), відомий революціонер-народник.

## Життєпис
У родині витрати на початкову чотирикласну освіту дітей покривав дід Мартин Габель, про що згадують його племінниці Валерія Гассельбрінк та Маргарита Габель. Подальше навчання в гімназії діти оплачували самостійно. Імовірно, Модест-Станіслав, як і його брати Орест-Октавіан та Казимир, здобував середню освіту в Кам'янець-Подільській гімназії. Згодом він вступив на медичний факультет Київського університету, який закінчив у 1870 році, отримавши ступінь аптекарського помічника.
Згодом Модест-Станіслав оселився в Харкові. Хоча невідомо, чи працював він за фахом, станом на 1880 рік обіймав посаду старшого помічника бухгалтера та завідувача облікових операцій Харківського відділення Волзько-Камського комерційного банку. У той же час він був приписаний до стану почесних громадян. У 1882 році його вже згадують як бухгалтера цього ж банку.
У 1880 році Габель мешкав у будинку Трофімова на Савельївському провулку (нині — Нікітінський провулок), з 1881 року — в будинку Солянікова на Соляніковському провулку, а з 1883-го — у будинку Дем'яненка на Скрипницькій вулиці (тепер вулиця Воробйова).
Офіційно Модест-Станіслав Габель не був одружений, однак проживав разом з Олександрою Християнівною Коврайською, донькою луганського аптекаря Християна Івановича Дріттенпрейса. На той час Олександра Коврайська була одружена з дворянином, гірничим інженером Миколою Степановичем Коврайським, від якого мала чотирьох дітей.
Згідно з родинною легендою, Микола Коврайський вирушив на роботу до Сибіру, де безслідно зник. Після його зникнення Олександра залишилася сама і почала жити з Габелем. Попри те, що її молодші сини — Володимир (1878 — не раніше 1952) та Борис (1879–1920) — були офіційно записані дітьми Коврайського, вважається, що їхнім справжнім батьком був Модест-Станіслав. Чи мала спільна з батьком Олександри фармацевтична професія якесь значення для знайомства пари — невідомо. Непрямим підтвердженням родинної версії є той факт, що в архівних справах студентів Володимира та Бориса Коврайських як документ, що засвідчує особу батька, згадується лише атестат служби Миколи Коврайського за 1868 рік — жодних пізніших документів про нього не подано.

За відомостями Миколи Олійника та Юрія Грота, Модест-Станіслав Габель разом із Н. Іоніним виступили ініціаторами створення Харківського товариства велосипедистів-любителів та активно долучилися до його організації. Затверджений статут засвідчує, що товариство було офіційно засноване 6 березня 1887 року.
24 сентября 1888 года состоялось общее собрание членов Харьковского общества велосипедистов-любителей, на котором был избран новый председатель Н. Сериков, более двадцати человек стали действительными членами общества, а С. Габель и Н. Ионин почётными членами. Последним принадлежала инициатива и большой труд по учреждению и устройству клуба велосипедистов.
Навесні того ж року до Харкова з родиною переїхав Орест-Октавіан Габель, який щойно повернувся із заслання. Саме завдяки тому, що Модест-Станіслав вже мешкав у Харкові, родина його брата вирішила оселитися тут. Модест-Станіслав сприяв облаштуванню родини, підтримував їх матеріально та організаційно. Згодом представники цієї родини зробили вагомий внесок у культурний і науковий розвиток міста.
24 вересня 1888 року, під час засідання Харківського товариства велосипедистів-любителів, Модеста-Станіслава Габеля було обрано почесним членом товариства. Це — остання документально підтверджена згадка про нього. Рік його смерті та місце поховання наразі залишаються невідомими.